# جشن غیرمنتظره (فیلم)
جشن غیرمنتظره (انگلیسی: Surprise Party) فیلمی به کارگردانی روژه وادیم است که در سال ۱۹۸۳ منتشر شد. از بازیگران آن می‌توان به کارولین سلیه، کریستین وادیم و میشل دوشوسوآ اشاره کرد.